# Karl Buchheim

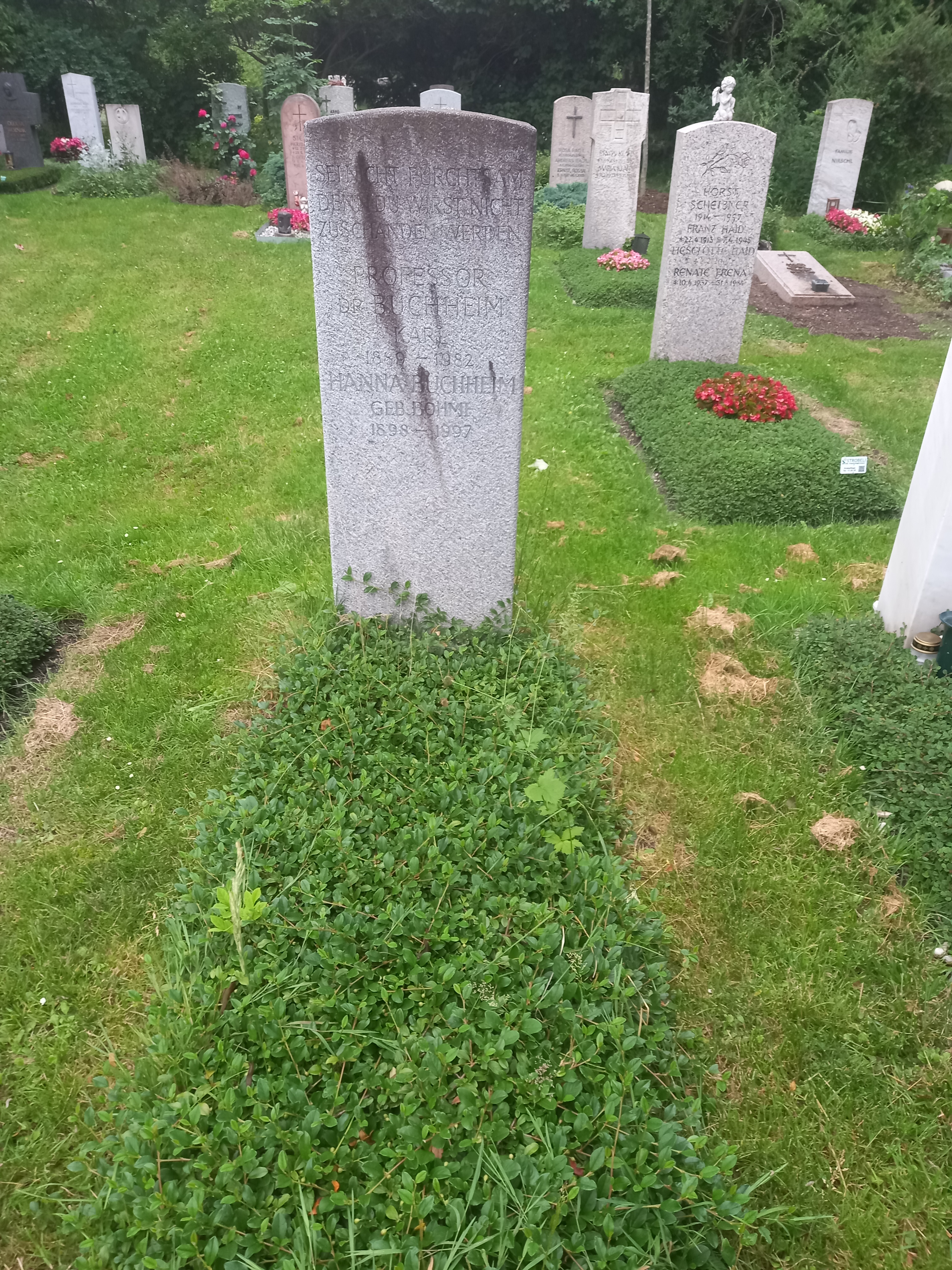
Das Grab von Karl Buchheim und seiner Ehefrau Hanna geborene Böhme auf dem Westfriedhof (München)

Karl Arthur Buchheim (* 27. März 1889 in Dresden; † 24. August 1982 in München) war ein deutscher Historiker und Philosoph.

## Leben und berufliche Laufbahn
Buchheim wurde 1889 als Sohn des Postbeamten Arthur Buchheim und dessen Ehefrau Nanny Buchheim (geb. Joly) in Dresden geboren. Nach dem Reifezeugnis 1908 studierte er bis 1913 Geschichte, Deutsch und Latein bei Wilhelm Wundt, Wilhelm Stieda, Emil Jungmann, Georg Witkowski, Ernst Windisch und Max Heinze an den Universitäten Jena, Bonn und Leipzig. Er wurde bei Karl Lamprecht zum Dr. phil. promoviert mit der Arbeit Die Stellung der Kölnischen Zeitung im vormärzlichen rheinischen Liberalismus.
Seit dem Beginn seiner Studienzeit 1908 war Buchheim Mitglied der Sängerschaft zu St. Pauli Jena, nach seinem Wechsel nach Leipzig auch der Leipziger Universitäts-Sängerschaft zu St. Pauli. 1915 wurde er im Kriegseinsatz an der Ostfront verletzt. Nach Genesung wirkte er ab 1916 als Gymnasiallehrer in Freiberg/Sachsen.
Nach der Novemberrevolution trat er der Deutschen Volkspartei bei, jedoch nach dem von Gustav Stresemann nicht verurteilten Kapp-Putsch (1920) wieder aus. Danach wurde er Mitglied der katholischen Zentrumspartei.
Von 1919 bis 1934 war Buchheim Studienrat in Freiberg und engagierte sich von 1920 bis 2025 in der Hochkirchlichen Bewegung. 1934 wurde er auf eigenen Wunsch, letztlich aber aus politischen Gründen und unter Belassung der Pension in den Ruhestand entlassen. Von 1934 bis 1945 lebte er in der „Inneren Emigration“ und war bis 1945 als Privatgelehrter, freier Schriftsteller und Verlagsleiter tätig.
1942 trat er aus der Evangelisch-Lutherischen Kirche aus und wurde Katholik. Er hatte flüchtige Kontakte zum Widerstand um Carl Friedrich Goerdeler.
1945/46 war Buchheim im Antifa-Block Leipzig und Mitbegründer der Demokratischen Partei Deutschlands (DPD) und der Christlich Demokratischen Union (CDU) in Leipzig. Für letztere wurde er Stadtverordneter und von 1946 bis 1950 Mitglied im Sächsischen Landtag. Außerdem war er Privatdozent an der Universität Leipzig und habilitierte sich 1946. Dort wurde er Direktor der Universitätsbibliothek Leipzig. Von 1946 bis zum Frühjahr 1949 arbeitete er erzwungen mit dem sowjetischen Geheimdienst zusammen.
Nach Auseinandersetzungen mit der SED erreichte er 1950 eine legale Übersiedlung nach Westdeutschland und wurde im gleichen Jahr a.o. Professor für Geschichte an der Technischen Universität München und arbeitete am Institut für Zeitgeschichte mit. 1957 wurde er emeritiert. Karl Buchheim starb 1982 in München. Sein Nachlass wird im Institut für Zeitgeschichte aufbewahrt.

## Privates
Karl Buchheim ist Vater des Philosophen, Zeitgeschichtlers und Politikwissenschaftlers Hans Buchheim.

## Schriften
- Die Stellung der Kölnischen Zeitung im vormärzlichen rheinischen Liberalismus (= Beiträge zur Kultur- und Universalgeschichte. Heft 27). Voigtländer, Leipzig 1914, DNB 578980096 (430 S.). Hochschulschrift. Ein Teil erschienen als Inauguraldissertation. Leipzig, Phil. Diss., 1913. Voigtländer, Leipzig 1914, DNB 571873979 (285 S.).
- Wahrheit und Geschichte. Hegner-Verlag, Leipzig 1935, DNB 572781911 (234 S.); 2. Auflage. Kösel, München 1950, DNB 450666530 (271 S.).
- Logik der Tatsachen. Vom geschichtlichen Wesen der Schöpfung. Hegner, Leipzig 1937, DNB 57278189X (265 S.); Kösel, München, 1959, DNB 450666441 (294 S.).
- Das messianische Reich. Über den Ursprung der Kirche im Evangelium. Kösel, München 1948, urn:nbn:de:101:1-2023060108235596912116 (462 S.); 2. Auflage. genehmigte, erw. Taschenbuchausgabe. Ebenda, 1978, DNB 790161486.
- Suleika. Vom Ewigen in der Liebe. Kösel, München 1948, DNB 450666514, urn:nbn:de:101:1-2023050411084878853750 (71 S.).
- Geschichte der christlichen Parteien in Deutschland. Kösel, München 1953, DNB 450666425 (466 S.).
- Ultramontanismus und Demokratie. Der Weg des deutschen Katholizismus im 19. Jahrhundert. Kösel, München 1963, DNB 450666522 (545 S.).
- Militarismus und ziviler Geist. Die Demokratie in Deutschland. 2., erw. Auflage. Kösel, München 1964, DNB 450666468 (142 S.); 1. Auflage u. d. T.: Leidensgeschichte des zivilen Geistes. Ebenda, 1951, urn:nbn:de:101:1-2014083117685 (136 S.).
- Das Deutsche Kaiserreich 1871–1918: Vorgeschichte, Aufstieg, Niedergang. Kösel, München 1969, DNB 456213708 (303 S.).
- Die Weimarer Republik. Das Deutsche Reich ohne Kaiser. Kösel, München 1960, DNB 450666492 (140 S.); (= Heyne-Geschichte. Band 5). 3. Auflage, genehmigte, erw. Taschenbuchausgabe. Heyne, München 1981, ISBN 3-453-48033-3 (239 S.).
- Der historische Christus. Geschichtswissenschaftliche Überlegungen zum Neuen Testament. Kösel, München 1974, ISBN 3-466-41003-7 (244 S.).